# Croton astrogynus
Espèce
Croton astrogynus est une espèce de plantes à fleurs du genre Croton et de la famille des Euphorbiaceae, présente au Brésil (Rio Grande do Sul).
Il a pour synonymes :
- Croton crassirameus Müll.Arg., 1865
- Oxydectes astrogyna (Baill.) Kuntze